# Walters Psalter-getijdenboek

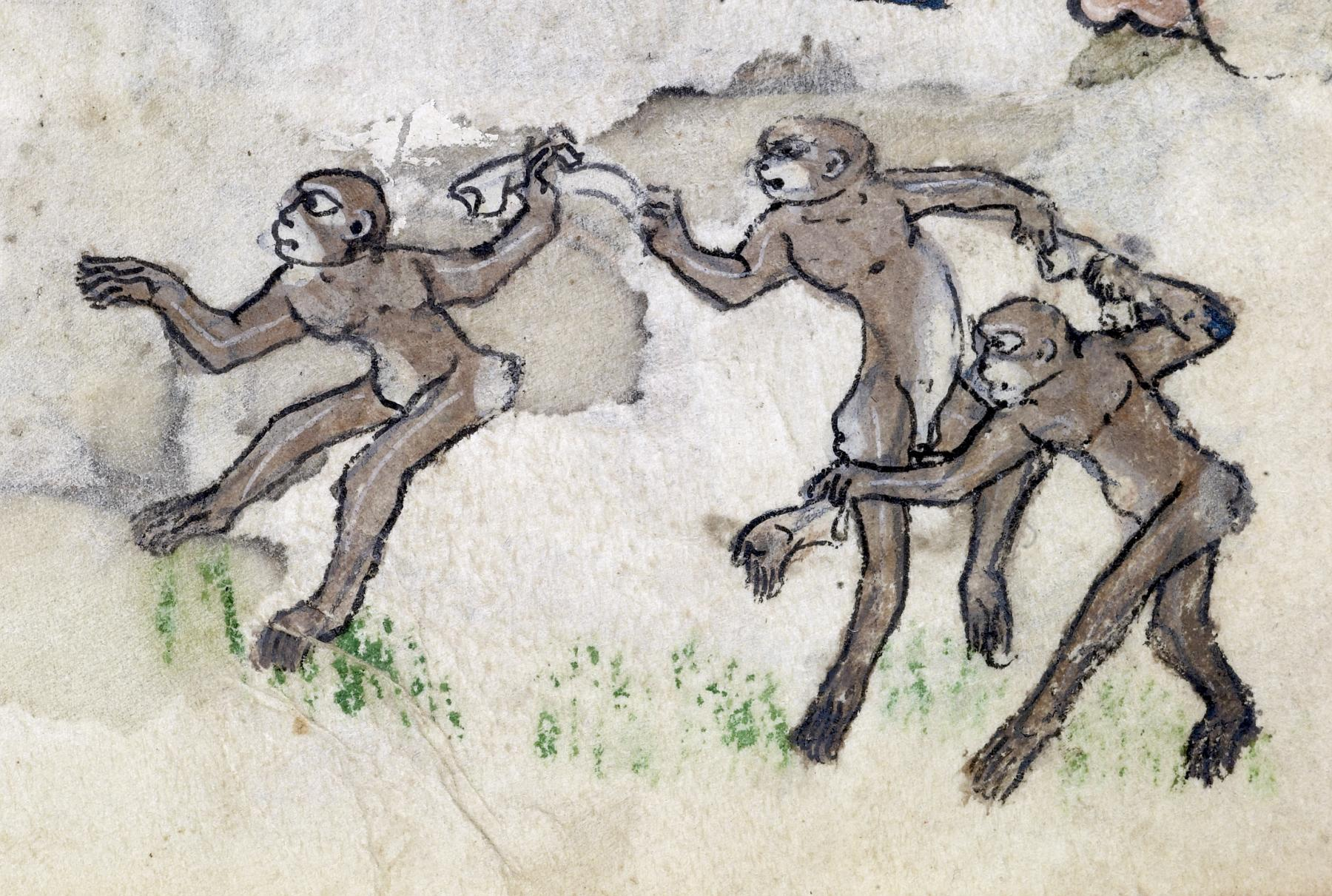
Drie apen dansend op het liedje Ring-around-a-Rosy

Het Walters Psalter-getijdenboek is een combinatie van een getijdenboek, een psalmboek en een aantal hymnen gecreëerd tussen 1315 en 1325 in Gent. Het wordt bewaard in het Walters Art Museum in Baltimore (Maryland) als Ms. W.82.

## Geschiedenis
Het manuscript werd waarschijnlijk gemaakt voor de dame afgebeeld in de marge op folium  171. In de 15e eeuw was het waarschijnlijk in het bezit van Jacques Mauze volgens aantekeningen op folia 167r en 213v. Uit de 17e of 18e eeuw is er een “ex libris Crouzon” op folium 1r en daar vindt men ook  een eigenaarsnotitie van G.E. Street uit de 19e eeuw. In de 19e-20e eeuw was het handschrift in het bezit van Léon Gruel uit Parijs die het tussen 1895 en 1931 verkocht aan Henri Walters in Baltimore.

## Beschrijving
Het manuscript bevat 213 perkamenten folia en schutbladen in modern perkament vooraan en achteraan. Het meet 111 bij 162 mm met een tekstblok van 109 bij 75 mm. Het is geschreven in het Latijn in een gotisch schrift (textura quadrata) in één kolom met 22 lijnen per blad. Voor de tekst gebruikte men zwarte inkt, de rubrieken werden in het rood geschreven.
Het handschrift is gebonden in groen fluweel door Léon Gruel in de late 19e of het begin van de 20e eeuw.
Een eerste scribent schreef de folia tot 164v lijn 12. Daarna zijn er verschillende handen te identificeren. Op de folia 212v tot 213r zijn verschillende schrifttypes gebruikt en f213v is geschreven in een littera batarda. Het boek bevat drieëndertig gehistorieerde initialen van vijf tot negen regels hoog. Voor de verdere onderverdeling van de tekst werden grote hoofdletters van twee tot vier regels hoog gebruikt, geschreven in gepolijst goud. Kleine hoofdletters van één regel hoog worden doorheen de tekst gebruikt aan het begin van de zinnen en de regels werden opgevuld met lijnvullers in het goud, blauw en roze.

## Inhoud
- f. 1v-13r: Heiligenkalender voor gebruik van Kamerijk met enkele heiligen uit het Luikse
- f. 15r-126r: Psalter onderverdeeld bij de psalmen 1, 26, 38, 52, 68, 80, 97, en 109 met een gehistorieerde initiaal (folia 15r, 31r, 42r, 52r, 62v, 75v, 87v, en 100r.)
- f. 126r-136v: Kantieken
- f. 137r-141r: Litanie van alle Heiligen
- f. 141r-164v: Hymnen
- f. 164v-168v: Dodenofficie, gehistorieerde initiaal  op fol. 164v
- f. 169r-170v: Gebeden voor de doden, gehistorieerde initiaal  op fol. 169r
- f. 171r-190r: Kleine Officie van Onze Lieve Vrouw met een gehistorieerde initiaal bij het begin van elk uur: folia 171r, 175r, 179v, 181v, 182v, 184r, 185r, en 188r
- f. 190r-197r: Officie van de Heilige Geest met een gehistorieerde initiaal bij het begin van elk uur: folia 190r, 191v, 192v, 193r-v, 194v, 195r, en 196r
- f. 197r-202v: Boetepsalmen gehistorieerde initiaal  op fol. 197r
- f. 202v-203v: Litanie, gebeden en collecta’s
- f. 204r-212r: Officie van het Heilig Kruis met een gehistorieerde initiaal op folia 205v, 207r, 208v, 209v, 210v, en 211v
- f. 212v-213v: Drie gebeden toegevoegd na de originele creatie, één op de achterzijde van f212 in de 14e eeuw en twee op een folium (nu 213) toegevoegd in de 15e eeuw. Elk gebed is van een verschillende hand.[1]

## Verluchting
De verluchting is in de stijl van de Meester van de Getijden van Kopenhagen (Copenhagen,
Kongelige Bibliotek, MS. ThoU 547 4). Ze bestaat uit drieëndertig gehistorieerde initialen gecombineerd met randversiering met menselijke figuren, dieren en drôleries op dezelfde pagina’s.  De andere pagina’s zijn niet verlucht, maar zijn versierd met een staafmotief aan de linkerzijde van de tekst, in het goud en diverse kleuren, dat onderaan en bovenaan uitloopt in een hoofd waaruit een horizontale versiering, twee gekartelde gekleurde lijnen van de breedte van het tekstblok, de tekst onderaan en bovenaan afsluiten. 

## Externe weblinks
- Electronische facsimile
- Electronische facsimile